# Emetullah Rabia Gülnuş Sultan
Valide Emetullah Rabia Gülnuş Sultan, Meh-Pâre Ummetullah o Râbi'a Gül-Nûş; también conocida como Gülnûş Sultan (en turco otomano: رابعه گلنوش سلطان‎, "sirvienta de Alá, primavera, rosa de dulce néctar", Nacida c.1642 Rétino, Grecia – Fallecida, 6 de noviembre de 1715, Estambul) fue la Haseki Sultan del sultán otomano Mehmed IV y Valide Sultan de sus hijos Mustafa II y Ahmed III. Se le reconoce como la última gran Valide del periodo conocido como el Sultanato de las mujeres. 

## Primeros años
Râbia Gülnûş nació en la ciudad de Rethymno, Creta en 1642, cuando la isla estaba bajo el dominio veneciano. Originalmente, se llamaba Eugenia Voria y era de etnia griega, siendo la hija de un sacerdote ortodoxo griego. Igualmente se ha teorizado que su ascendencia paterna lejana procedía de la familia veneciana Verzzizi.

## Como consorte
El ejército otomano invadió la isla durante la guerra de Creta (1645-1669); Fue capturada muy niña cuando los otomanos conquistaron Rethymno hacia 1646, tomándola como esclava y enviándola a Estambul. Ella fue renombrada como Meh-Pâre (que significa "una rebanada de la luna") y, como era la costumbre, le fue dada una educación completamente turca y musulmana en los departamentos del harén del Palacio de Topkapi, donde pronto atrajo la atención del sultán, Mehmed IV. Él era famoso por sus expediciones de caza en los Balcanes y solía llevar a su favorita a estas expediciones. Tuvieron dos hijos, los cuales se convirtieron en los futuros sultanes, Mustafa II (1664 - 1703) y Ahmed III (1673-1736). Ahmed nació en Dobruca durante una de las partidas de caza de Mehmed IV. Su rivalidad con Gülbeyaz, una odalisca de Mehmed IV, llevó a un trágico final. El sultán Mehmed había estado profundamente enamorado de ella, pero después de que Gülbeyaz entró en el harén, sus afectos comenzaron a cambiar; Gülnuş, todavía enamorada del sultán, se volvió locamente celosa. Un día, cuando Gülbeyaz estaba sentada sobre una roca y observaba el mar, Gülnuş la empujó lanzándola por el acantilado y dejando ahogarse a la joven odalisca, o según otros ordenó el ahogamiento de Gülbeyaz en el mar en el Palacio de Kandilli. Algunos autores subrayan el hecho de que Gülnuş era una persona despiadada, afirmando que intentó que los hermanos de su marido, Suleiman II y Ahmed II, fueran estrangulados después de dar a luz a su primogénito Mustafa, pero que la gran Valide Turhan Hatice Sultan habría obstaculizado estos intentos de asesinato.

## Valide Sultán
Se convirtió en Valide en 1695 cuando su hijo mayor Mustafa II se convirtió en sultán. Ella ocupó el cargo durante el reinado de dos hijos. Cuando Mustafá II fue destronado en 1703, el populacho culpó a Gülnuş por su preferencia por la ciudad de Edirne sobre Estambul como lugar de residencia habitual, con la consiguiente confusión general ya que esta última perdió su gran importancia. Gülnus tuvo cierta influencia política y en 1703, se le pidió que confirmara y aprobara la sucesión de su otro hijo, Ahmed III al trono, lo que también hizo. Ahmed III pensó que sería prudente mantenerla fuera de la vista hasta que el sentimiento contra ella se hubiese apagado. Y, al regresar de Edirne, fue enviada al Palacio Viejo por un tiempo. Por supuesto, la reina madre tenía más libertad de movimiento y contactos que las cadinas (concubinas). Muy a menudo acompañaba a su hijo. Visitó a sus hijas en sus palacios, participó en la boda de su hija Fatma Sultan al lado de su hijo, visitó a su hija Hatice Sultan en compañía del sultán, después de haber dado a luz una hija. Contempló desfiles, visitó Eyüb, recibió al Gran visir, al Şeyhüislam y aceptó invitaciones del Gran visir y del Bostancıbaşı. Ella tenía hass (dominios privados) y un Kethüda (mayordomo) que los administraba para ella. Mustafá mantenía estrechos contactos con su madre, la honraba cada vez que había una ocasión, le enviaba información, cuidaba de su bienestar y recibía muchos caballos como regalos de ella. Incluso prohibió que alguien se quedara en una casa en Çorlu, entre Constantinopla y Edirne, en la que su madre había pasado una noche.
También se le atribuye haber aconsejado a su hijo en la guerra con Rusia de 1711. En 1709, el rey Carlos XII de Suecia se estableció en Bender dentro del Imperio Otomano, durante su guerra con Rusia. Deseaba que el sultán declarara la guerra contra Rusia y formara una alianza con Suecia. Como se rumoreaba que el sultán escuchaba el consejo de su madre y que tenía una gran influencia sobre él, Carlos envió a Stanislaw Poniatowski y Thomas Funck como sus mensajeros a la corte otomana. Ellos sobornaron a un converso llamado Goin, antes un cristiano francés, que trabajaba como médico en palacio. Goin organizó una reunión con la esclava personal de la Valide, una mujer judía, a la que entregaron una carta personal para la Valide. También fueron presentados al eunuco de origen húngaro Horwath, que se convirtió en su persona de confianza dentro del harén. A través de ellos, la Valide quedó intrigada por Carlos, se interesó en su causa, e incluso se carteó con él. El 9 de febrero de 1711, Turquía declaró la guerra a Rusia, pues el sultán había sido aconsejado por su madre, que le convenció de que Carlos era un gobernante por el que valía la pena arriesgarse.

## Muerte
Durante 20 años, fue la influyente Valide Sultan. Murió en 1715 en Edirne durante el reinado de su hijo Ahmed III justo antes del comienzo de una nueva era de prosperidad y paz, llamada la Era de los Tulipanes (Lâle) por los historiadores turcos. Ella está enterrada en una tumba al aire libre, cerca de la mezquita que ella legó para ser construida en Üsküdar en el lado de oriental de Estambul, llamada ¨ Yeni Valide camii¨.